# 木新路
24°58′53″N 121°33′34″E / 24.9814444°N 121.5594931°E
木新路是臺北市文山區的一條道路，自木柵路三段起，終接新店區寶橋（續接寶橋路），共分三段。因其連接木柵與新店而得名。原起點有木新陸橋，2015年拆除。

## 歷史
清領時期，本路屬於霧裡薜內湖莊。自民國64年起，本路興工拓築，於民國66年5月，正式命名為「木新路」為今名，為木柵通往新店的主要幹道。

## 路線資訊

### 交匯道路
(由東向西)

#### 一段
- 木柵路三段
- 開元街
- 指南路一段（一、二段分段點）
  - 道南橋

#### 二段
- 指南路一段（一、二段分段點）
  - 道南橋
- 恆光街
- 保儀路（二、三段分段點）

#### 三段
- 保儀路（二、三段分段點）
- 中崙路
- 興隆路四段。
- 一壽街
- 樟新街
- 辛亥路七段
- 寶橋

### 沿線設施
- 文山木新郵局[3]
- 景美女中
- 樟新公園